# FA Premier League de 1995–96
A temporada 1995-96 da Premier League foi a quarta edição da categoria de futebol mais alta da Inglaterra, desde o seu início em 1992.

## Sumário
Liverpool e Aston Villa surgiram como possíveis candidatos ao título no início da temporada, enquanto a promessa inicial de Middlesbrough os viu ocupar o quarto lugar no final de outubro, mas uma crise de lesões fez com que sua forma na liga caísse, e eles só conseguiram terminar em 12º lugar. A maior parte da campanha foi uma corrida de dois cavalos entre o Manchester United e o Newcastle. As duas equipes jogaram no dia 27 de dezembro, com o Newcastle com 10 pontos de vantagem no campeonato. Uma vitória em casa por 2 a 0 para o Manchester United reduziu a diferença para sete pontos, e dois dias depois eles derrotaram o Queens Park Rangers por 2 a 1 para reduzir a diferença para apenas quatro pontos. Mas uma derrota por 4-1 no Tottenham Hotspur no dia de Ano Novo e um empate por 0-0 com o Aston Villa permitiram que o Newcastle estabelecesse uma vantagem de 12 pontos em janeiro.
Manchester United e Newcastle se encontraram novamente no início de março, e um gol de Éric Cantona deu ao Manchester United uma vitória por 1 a 0 fora de casa e reduziu a diferença para um único ponto. A um jogo do fim da temporada, o Manchester United liderou a Premier League por dois pontos, tendo assumido a liderança do campeonato em meados de março e permanecido na liderança desde então. No caso de os dois clubes estarem empatados no primeiro lugar, a Premier League fez os preparativos preliminares para uma partida de desempate do campeonato em Wembley. Para que o Newcastle ganhasse seu primeiro título desde 1927, eles tinham que vencer o Tottenham e torcer para que o Middlesbrough vencesse seus rivais mancunianos. Mas o título da Premier League foi para Old Trafford já que o Manchester United venceu por 3–0 e o Newcastle só conseguiu empatar 1–1 com o Tottenham.
Apesar da chegada de Dennis Bergkamp, o Arsenal nunca pareceu ser um verdadeiro desafiante ao título, sua melhor chance de sucesso veio na Copa da Liga , onde chegou às semifinais, perdendo por gols fora para o Aston Villa. No entanto, a equipa do Norte de Londres ainda se classificou para a Taça UEFA ao terminar em quinto.
O Aston Villa venceu a competição da Copa da Liga patrocinada pela Coca-Cola nesta temporada, derrotando o Leeds United por 3 a 0 em Estádio de Wembley.
O detentor do título, o Blackburn Rovers, registrou o pior resultado de um detentor do título da Premier League ao terminar em sétimo. Este recorde foi igualado pelo Manchester United em 2013–14 e quebrado pelo Chelsea em 2015–16 e novamente pelo Leicester City em 2016–17.
Seis dias depois de conquistar seu terceiro título da liga em quatro temporadas, o Manchester United se tornou o primeiro time a completar um segundo campeonato e uma Copa da Inglaterra a dobrar quando um gol do Éric Cantona deu a eles uma vitória por 1-0 sobre o Liverpool na final da Copa da Inglaterra.
As vagas de rebaixamento da Premier League foram para Bolton, Queens Park Rangers e Manchester City. Bolton passou uma grande parte de sua primeira temporada na Premier League na parte inferior da tabela. O Manchester City não conseguiu vencer o Liverpool no último dia da temporada, levando o time à última vaga de rebaixamento devido ao saldo de gols, atrás de Southampton e Coventry City.

## Equipes
| Time                | Localização               | Estádio              | Capacidade |
| ------------------- | ------------------------- | -------------------- | ---------- |
| Arsenal             | Londres (Highbury)        | Arsenal Stadium      | 38.419     |
| Aston Villa         | Birmingham                | Villa Park           | 39.399     |
| Blackburn Rovers    | Blackburn                 | Ewood Park           | 31.367     |
| Bolton Wanderers    | Bolton                    | Burnden Park         | 25.000     |
| Chelsea             | Londres (Fulham)          | Stamford Bridge      | 36.000     |
| Coventry City       | Coventry                  | Highfield Road       | 23.489     |
| Everton             | Liverpool (Walton)        | Goodison Park        | 40.157     |
| Leeds United        | Leeds                     | Elland Road          | 40.204     |
| Liverpool           | Liverpool (Anfield)       | Anfield              | 42.730     |
| Manchester City     | Manchester                | Maine Road           | 35.150     |
| Manchester United   | Trafford                  | Old Trafford         | 55.314     |
| Middlesbrough       | Middlesbrough             | Riverside Stadium    | 30.000     |
| Newcastle United    | Newcastle upon Tyne       | St James' Park       | 36,649     |
| Nottingham Forest   | West Bridgford            | City Ground          | 30.539     |
| Queens Park Rangers | Londres (Shepherd's Bush) | Loftus Road          | 18.439     |
| Sheffield Wednesday | Sheffield                 | Hillsborough Stadium | 39.859     |
| Southampton         | Southampton               | The Dell             | 15.200     |
| Tottenham Hotspur   | Londres (Tottenham)       | White Hart Lane      | 36.230     |
| West Ham United     | Londres (Upton Park)      | Boleyn Ground        | 28.000     |
| Wimbledon           | Londres (Wimbledon)       | Selhurst Park        | 26.000     |

## Classificação
| Pos | Equipe                  | Pts | J  | V  | E  | D  | GP | GC | SG  | Classificação ou descenso                                                  |
| --- | ----------------------- | --- | -- | -- | -- | -- | -- | -- | --- | -------------------------------------------------------------------------- |
| 1   | Manchester United (C)   | 82  | 38 | 25 | 7  | 6  | 73 | 35 | +38 | Qualificação para a fase de grupos da Liga dos Campeões da UEFA de 1996–97 |
| 2   | Newcastle               | 78  | 38 | 24 | 6  | 8  | 66 | 37 | +29 | Qualificação para a primeira fase da Taça UEFA                             |
| 3   | Liverpool               | 71  | 38 | 20 | 11 | 7  | 70 | 34 | +36 | Qualificação para a primeira fase da Taça das Taças                        |
| 4   | Aston Villa             | 63  | 38 | 18 | 9  | 11 | 52 | 35 | +17 | Qualificação para a primeira fase da Taça UEFA                             |
| 5   | Arsenal                 | 63  | 38 | 17 | 12 | 9  | 49 | 32 | +17 | Qualificação para a primeira fase da Taça UEFA                             |
| 6   | Everton                 | 61  | 38 | 17 | 10 | 11 | 64 | 44 | +20 | Excluído da Taça UEFA                                                      |
| 7   | Blackburn               | 61  | 38 | 18 | 7  | 13 | 61 | 47 | +14 |                                                                            |
| 8   | Tottenham               | 61  | 38 | 16 | 13 | 9  | 50 | 38 | +12 |                                                                            |
| 9   | Nottingham Forest       | 58  | 38 | 15 | 13 | 10 | 50 | 54 | −4  |                                                                            |
| 10  | West Ham                | 51  | 38 | 14 | 9  | 15 | 43 | 52 | −9  |                                                                            |
| 11  | Chelsea                 | 50  | 38 | 12 | 14 | 12 | 46 | 44 | +2  |                                                                            |
| 12  | Middlesbrough           | 43  | 38 | 11 | 10 | 17 | 35 | 50 | −15 |                                                                            |
| 13  | Leeds United            | 43  | 38 | 12 | 7  | 19 | 40 | 57 | −17 |                                                                            |
| 14  | Wimbledon               | 41  | 38 | 10 | 11 | 17 | 55 | 70 | −15 |                                                                            |
| 15  | Sheffield Wednesday     | 40  | 38 | 10 | 10 | 18 | 48 | 61 | −13 |                                                                            |
| 16  | Coventry City           | 38  | 38 | 8  | 14 | 16 | 42 | 60 | −18 |                                                                            |
| 17  | Southampton             | 38  | 38 | 9  | 11 | 18 | 34 | 52 | −18 |                                                                            |
| 18  | Manchester City (R)     | 38  | 38 | 9  | 11 | 18 | 33 | 58 | −25 | Rebaixamento para a Primeira Divisão da Football League                    |
| 19  | Queens Park Rangers (R) | 33  | 38 | 9  | 6  | 23 | 38 | 57 | −19 | Rebaixamento para a Primeira Divisão da Football League                    |
| 20  | Bolton (R)              | 29  | 38 | 8  | 5  | 25 | 39 | 71 | −32 | Rebaixamento para a Primeira Divisão da Football League                    |

1. ↑  O Liverpool se classificou para a Recopa como vice-campeão da Copa da Inglaterra, enquanto o vencedor Manchester United já havia se classificado para a Liga dos Campeões. Eles cederam sua vaga na Copa da UEFA para o Arsenal.
2. ↑  A Associação de Futebol recebeu inicialmente uma vaga no UEFA Fair Play para o time mais bem colocado da Premier League que não se classificou para a Europa, mas foi revogada pela UEFA porque seus clubes escalaram times com pouca força na Copa Intertoto da UEFA de 1995..[2]